# Fejervarya
Fejervarya  (лат.) — род земноводных из семейства Dicroglossidae. Насчитывает 41 вид.

## Описание
Общая длина представителей этого рода колеблется от 4 до 8 см. Наблюдается половой диморфизм: самки крупнее самцов. От других видов отличаются в основном молекулярно-филогенетическими признаками. Голова среднего размера, морда вытянута вперёд. Глаза немного навыкате, с округлыми зрачками. Туловище широкое. Конечности преимущественно массивные, с немного развитыми перепонками. Окраска преимущественно бурого, зеленоватого, оливкового, коричневатого цвета с тёмными пятнами или светлыми полосками.

## Образ жизни
Любят тропические и субтропические леса, горные местности. Встречаются на высоте до 2000-2500 метров над уровнем моря. Часто встречаются вдоль водоёмов. Большинство способны находиться в солоноватой воде, даже в морской. Активны ночью. Питаются различными беспозвоночными.
Это яйцекладущие земноводные.

## Распространение
Обитают от Пакистана до Вьетнама, южного и юго-восточного Китая, Японии, встречаются также на Малаккском полуострове, в Индонезии, острове Новая Гвинея.

## Классификация
На ноябрь 2018 года в род включают 13 видов:
- Fejervarya cancrivora (Gravenhorst, 1829) — Крабоядная лягушка
- Fejervarya iskandari Veith et al., 2001
- Fejervarya jhilmilensis Bahuguna, 2018
- Fejervarya kawamurai Djong et al., 2011
- Fejervarya limnocharis (Gravenhorst, 1829) — Рисовая лягушка
- Fejervarya moodiei (Taylor, 1920)
- Fejervarya multistriata (Hallowell, 1861)
- Fejervarya orissaensis (Dutta, 1997)
- Fejervarya pulla (Stoliczka, 1870)
- Fejervarya sakishimensis Matsui, Toda & Ota, 2008
- Fejervarya triora Stuart et al., 2006
- Fejervarya verruculosa (Roux, 1911)
- Fejervarya vittigera (Wiegmann, 1834)